# Hüseyinli, Boztepe
Hüseyinli là một xã thuộc huyện Boztepe, tỉnh Kırşehir, Thổ Nhĩ Kỳ. Dân số thời điểm năm 2010 là 79 người.